# Deontologia forense
La deontologia forense è la deontologia professionale degli iscritti all'ordine degli avvocati. È un insieme di norme giuridiche, la cui violazione comporta sanzioni.

## Nel mondo

### Italia
In Italia la fonte principale è Codice deontologico degli avvocati si compone di 73 articoli, di cui l'ultimo contiene una norma di chiusura.
Esso si applica, per sua stessa definizione, agli iscritti all'Ordine, ed ai praticanti, nei rapporti reciproci, nei rapporti con i clienti, nei rapporti con le controparti, i magistrati, ed altre persone ancora (segretarie, cancellieri). Questi rapporti si intersecano fra loro: per esempio ci potrà essere un problema di rapporto con il cliente e contemporaneamente con un collega.
Il codice si occupa anche dei conflitti tra i vari tipi di rapporti: ad esempio dice che, pur essendo tenuti a cortesia e correttezza reciproca, gli avvocati devono, ovviamente, sempre anteporre al rispetto verso il collega l'interesse del loro cliente.  Sono dunque vietate le "pastette" (sarebbero anche un reato: patrocinio infedele); permesse invece le cortesie (es. si concede un breve rinvio al collega, rinvio che non pregiudica le ragioni del cliente, se il collega lo richiede per un buon motivo).